# إخفاء

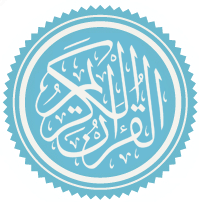

الإخفاء حالة متوسطة بين الإظهار والإدغام عار عن التشديد مع بقاء الغنة. أي أن النون الساكنة أو التنوين لا يذهب لفظهما بالكلية ولا يظهران ظهورا تامًّا بل يذهب الحرف وتبقى صفته وهي الغنة.

يقع الإخفاء على خمسة عشر حرفًا مجموعة في أوائل كلمات هذا البيت: 